# Championnat du monde Red Bull de course aérienne 2016
Navigation
Championnat 2015 Championnat 2017
Le Championnat du monde Red Bull Air Race 2016 (Red Bull Air Race World Championship 2016 en anglais) est la neuvième édition du Championnat Red Bull de course aérienne se déroulant du 11 mars au 16 octobre. Huit épreuves ont lieu dans sept pays et trois continents différents. Les pilotes volent pour remporter le titre de champion gagné par Paul Bonhomme lors de la saison précédente.

## Master class

### Réglementation
- Tous les concurrents ont le même moteur à six cylindres Lycoming Thunderbolt AEIO-540-EXP, les mêmes hélices tripales Hartzell et le même échappement[1]. Les avions ont ainsi des performances semblables.
- Les pylônes sont faits d’un matériel en nylon léger, de même type que les voiles des bateaux, les rendant extrêmement facile à éclater s’ils venaient à être coupés par les ailes ou l'hélice des avions.
- La hauteur des pylônes a elle aussi été augmentée passant de 20 à 25 mètres afin que les pilotes aient une plus grande amplitude de passage.

| Position | 1er | 2e | 3e | 4e | 5e | 6e | 7e | 8e | 9e | 10e | 11e - 14e |
| Points   | 15  | 12 | 10 | 8  | 6  | 5  | 4  | 3  | 2  | 1   | 0         |
| -------- | --- | -- | -- | -- | -- | -- | -- | -- | -- | --- | --------- |

### Pénalités
1 seconde :
- Fumigène non activé ou défectueux.

2 secondes :
- Angle incorrect au passage d'une porte.
- Hauteur trop élevée au passage d'une porte.

3 secondes :
- 1er pylône heurté.
- 2e pylône heurté.

Disqualification :
- Facteur de charge supérieur à 10G.
- 3e pylône heurté.
- Ordre du directeur de course ignoré.
- Vol dangereux

### Participants
| Classement 2015 | Numéro | Pilote            | Équipe                 | Avion             | Saisons disputées | Meilleur classement |
| --------------- | ------ | ----------------- | ---------------------- | ----------------- | ----------------- | ------------------- |
| 2               | 95     | Matt Hall         | Matt Hall Racing       | MXR MXS-R         | 4                 | 2e                  |
| 3               | 22     | Hannes Arch       | Team Hannes Arch       | Zivko Edge 540 V3 | 6                 | 1er                 |
| 4               | 8      | Martin Šonka      | Red Bull Team Šonka    | Zivko Edge 540 V3 | 3                 | 4e                  |
| 5               | 21     | Matthias Dolderer | Team Matthias Dolderer | Zivko Edge 540 V3 | 4                 | 5e                  |
| 6               | 31     | Yoshi Muroya      | Team Deepblues         | Zivko Edge 540 V3 | 4                 | 6e                  |
| 7               | 9      | Nigel Lamb        | Team Breitling         | MXR MXS-R         | 8                 | 1er                 |
| 8               | 84     | Pete McLeod (en)  | Pete Mcleod Aerosports | Zivko Edge 540 V3 | 4                 | 5e                  |
| 9               | 27     | Nicolas Ivanoff   | Team Ivanoff Hamilton  | Zivko Edge 540    | 8                 | 4e                  |
| 10              | 99     | Michael Goulian   | Goulian Aerosports     | Zivko Edge 540    | 7                 | 5e                  |
| 11              | 10     | Kirby Chambliss   | Team Red Bull          | Zivko Edge 540 V3 | 8                 | 1er                 |
| 13              | 26     | Juan Velarde      | Team Velarde           | Zivko Edge 540    | 1                 | 13e                 |
| 14              | 12     | François Le Vot   | Team Breitling         | Zivko Edge 540    | 1                 | 14e                 |
| -               | 18     | Petr Kopfstein    | Team Kopfstein         | Zivko Edge 540 V3 | -                 | -                   |
| -               | 37     | Peter Podlunsek   | Team Podlunsek         | Zivko Edge 540    | -                 | -                   |
| -               | 5      | Cristian Bolton   | Cristian Bolton Racing | Zivko Edge 540    | -                 | -                   |

Paul Bonhomme et Peter Besenyei occupaient respectivement la place de 1er et 12e lors de la saison 2015.
Cristian Bolton participe à la Master class pour les 2 dernières courses à la suite de la disparition de l'Autrichien Hannes Arch, le 8 septembre 2016.

### Épreuves
| N° | Date (Qualifications et course)   | Ville        | Lieu                                      | Édition | Vainqueur         | Meilleur temps des qualifications |
| -- | --------------------------------- | ------------ | ----------------------------------------- | ------- | ----------------- | --------------------------------- |
| 67 | 11 mars 2016-12 mars 2016         | Abou Dabi    | Port Zayed - Corniche d’Abu Dhabi         | 9e      | Nicolas Ivanoff   | Matt Hall                         |
| 68 | 23 avril 2016-24 avril 2016       | Spielberg    | Circuit de Spielberg                      | 3e      | Matthias Dolderer | Juan Velarde                      |
| 69 | 4 juin 2016-5 juin 2016           | Chiba        | -                                         | 2e      | Yoshi Muroya      | ANNULÉE                           |
| 70 | 16 juillet 2016-17 juillet 2016   | Budapest     | Devant le Parlement                       | 7e      | Matthias Dolderer | ANNULÉE                           |
| 71 | 13 aout 2016-14 aout 2016         | Ascot        | Champ de course d'Ascot                   | 3e      | Matt Hall         | Matthias Dolderer                 |
| 72 | 3 septembre 2016-4 septembre 2016 | Lausitz      | Au-dessus du circuit EuroSpeedway Lausitz | 2e      | Matt Hall         | Nigel Lamb                        |
| 73 | 1er octobre 2016-2 octobre 2016   | Indianapolis | Indianapolis Motor Speedway               | 1er     | Matthias Dolderer | Yoshi Muroya                      |
| 74 | 15 octobre 2016-16 octobre 2016   | Las Vegas    | Las Vegas Motor Speedway                  | 3e      | ANNULÉE           | ANNULÉE                           |

### Classements
| Classement | Pilote            | Drapeau des Émirats arabes unis | Drapeau de l'Autriche | Drapeau du Japon | Drapeau de la Hongrie | Drapeau du Royaume-Uni | Drapeau de l'Allemagne | Drapeau des États-Unis | Drapeau des États-Unis | Total des points |
| ---------- | ----------------- | ------------------------------- | --------------------- | ---------------- | --------------------- | ---------------------- | ---------------------- | ---------------------- | ---------------------- | ---------------- |
| 1          | Matthias Dolderer | 12                              | 15                    | 3                | 11.25                 | 12                     | 12                     | 15                     | A N U L É E            | 80.25            |
| 2          | Matt Hall         | 2                               | 6                     | 4                | 6.75                  | 15                     | 15                     | 7                      | A N U L É E            | 55.75            |
| 3          | Hannes Arch       | 0                               | 12                    | 5                | 9                     | 9                      | 6                      |                        | A N U L É E            | 41.00            |
| 4          | Nigel Lamb        | 0                               | 9                     | 7                | 3.75                  | 5                      | 1                      | 12                     | A N U L É E            | 37.75            |
| 5          | Nicolas Ivanoff   | 15                              | 4                     | 0                | 3                     | 4                      | 4                      | 5                      | A N U L É E            | 35.00            |
| 6          | Yoshi Muroya      | 3                               | 0                     | 15               | 4.5                   | 3                      | 0                      | 6                      | A N U L É E            | 31.50            |
| 7          | Martin Šonka      | 0                               | 2                     | 12               | 0                     | 6                      | 7                      | 4                      | A N U L É E            | 31.00            |
| 8          | Pete McLeod (en)  | 4                               | 7                     | 0                | 1.5                   | 0                      | 9                      | 9                      | A N U L É E            | 30.50            |
| 9          | Kirby Chambliss   | 6                               | 5                     | 9                | 5.25                  | 2                      | 3                      | 0                      | A N U L É E            | 30.25            |
| 10         | Michael Goulian   | 5                               | 1                     | 0                | 0.75                  | 7                      | 5                      | 1                      | A N U L É E            | 19.75            |
| 11         | Juan Velarde      | 1                               | 0                     | 6                | 2.25                  | 0                      | 2                      | 3                      | A N U L É E            | 14.25            |
| 12         | François Le Vot   | 9                               | 0                     | 1                | 0                     | 0                      | 0                      | 0                      | A N U L É E            | 10.00            |
| 13         | Peter Podlunsek   | 0                               | 3                     | 0                | 0                     | 1                      | 0                      | 0                      | A N U L É E            | 4.00             |
| 14         | Petr Kopfstein    | 0                               | 0                     | 2                | 0                     | 0                      | 0                      | 2                      | A N U L É E            | 4.00             |
| 15         | Cristian Bolton   |                                 |                       |                  |                       |                        |                        | 0                      | A N U L É E            | 0.00             |

| Sigle  | Terminologie                   |
| ------ | ------------------------------ |
| DNS    | Did not start                  |
| DNF/DQ | Did not finish ou Disqualified |

## Challenger Cup

### Réglementation
- Chaque participant doit réaliser au minimum trois courses.
- Tous les concurrents volent sur des Extra 330LX fournis par Red Bull.
- La hauteur des pylônes est également fixée à 25 mètres comme pour la Master Class.
- Les six meilleurs pilotes seront invités à concourir lors de la dernière manche de la saison.
- Les trois meilleures manches de chacun des pilotes sont comptabilisées dans le classement officiel, les autres ne rentrant pas en compte.

| Position | 1er | 2e | 3e | 4e | 5e | 6e - 11e |
| Points   | 10  | 8  | 6  | 4  | 2  | 0        |
| -------- | --- | -- | -- | -- | -- | -------- |

### Participants
| Pays                   | Pilote          |
| ---------------------- | --------------- |
| Drapeau de la France   | Mélanie Astles  |
| Drapeau du Brésil      | Francis Barros  |
| Drapeau de l'Allemagne | Florian Berger  |
| Drapeau du Chili       | Cristian Bolton |
| Drapeau des États-Unis | Kevin Coleman   |
| Drapeau de la Pologne  | Luke Czepiela   |
| Drapeau du Royaume-Uni | Ben Murphy      |
| Drapeau de la Suède    | Daniel Ryfa     |

### Épreuves
| Classement | Pilote          | Drapeau des Émirats arabes unis | Drapeau de l'Autriche | Drapeau du Japon | Drapeau de la Hongrie | Drapeau du Royaume-Uni | Drapeau de l'Allemagne | Drapeau des États-Unis | Total des points |
| ---------- | --------------- | ------------------------------- | --------------------- | ---------------- | --------------------- | ---------------------- | ---------------------- | ---------------------- | ---------------- |
| 1          | Florian Berger  | 6                               | 10                    |                  | 4                     | 8                      | 10                     |                        | 28               |
| 2          | Daniel Ryfa     | 10                              | 6                     |                  | 10                    | 2                      | 4                      |                        | 26               |
| 3          | Kevin Coleman   | 8                               | 8                     | 8                |                       | 10                     | 0                      | 4                      | 26               |
| 4          | Luke Czepiela   | 2                               |                       | 6                | 6                     |                        | 8                      | 10                     | 24               |
| 5          | Cristian Bolton |                                 | 4                     | 10               | 0                     | 6                      |                        |                        | 20               |
| 6          | Ben Murphy      | 4                               |                       | 2                | 8                     | 0                      | 6                      | 6                      | 20               |
| 7          | Mélanie Astles  |                                 | 0                     | 4                | 2                     | 4                      | 2                      | 8                      | 16               |
| 8          | Francis Barros  | 0                               | 2                     | 0                |                       |                        |                        |                        | 2                |

| Sigle | Terminologie                                |
| ----- | ------------------------------------------- |
|       | Ne participe pas à la course                |
|       | Non pris en compte dans le classement final |

#### Classement final
| Classement | Pilote          | Temps       |
| ---------- | --------------- | ----------- |
| 1          | Florian Berger  | A N U L É E |
| 2          | Daniel Ryfa     | A N U L É E |
| 3          | Kevin Coleman   | A N U L É E |
| 4          | Luke Czepiela   | A N U L É E |
| 5          | Cristian Bolton | A N U L É E |
| 6          | Ben Murphy      | A N U L É E |
| 7          | Mélanie Astles  | A N U L É E |
| 8          | Francis Barros  | A N U L É E |